# Orléans Loiret Basket
L'Orléans Loiret Basket è una società cestistica avente sede a Orléans, in Francia. Fondata nel 1993 dall'unione delle squadre di Orléans, Fleury-les-Aubrais e Saint-Jean-de-Braye, gioca nel campionato francese.
Fino al 2010 era conosciuta come Entente orléanaise Loiret.
Disputa le partite interne nel CO'Met Arena, che ha una capacità di 10.134 spettatori.

## Palmarès
- Coppa di Francia: 1

2009-2010

## Roster 2021-2022
Aggiornato al 24 settembre 2021.
|    | Naz.                                       | Ruolo | Sportivo            | Anno | Alt. | Peso |  |
| -- | ------------------------------------------ | ----- | ------------------- | ---- | ---- | ---- |  |
| 3  | Stati Uniti (bandiera)                     | P     | Chris Warren        | 1986 | 178  | 76   |  |
| 5  | Stati Uniti (bandiera) · Serbia (bandiera) | P     | Marcus Paige        | 1995 | 183  | 79   |  |
| 7  | Stati Uniti (bandiera)                     | AG    | Kyvon Davenport     | 1996 | 203  | 98   |  |
| 15 | Stati Uniti (bandiera)                     | AP    | LaMonte Ulmer       | 1986 | 198  | 98   |  |
| 19 | Francia (bandiera)                         | AG    | Bruno Cingala-Mata  | 1993 | 200  | 110  |  |
| 21 | Francia (bandiera)                         | P     | Malela Mutuale      | 1991 | 188  | 85   |  |
| 24 | Francia (bandiera)                         | AG    | Kevin Dinal         | 1993 | 202  | 91   |  |
| 35 | Senegal (bandiera)                         | C     | Youssou Ndoye       | 1991 | 213  | 113  |  |
| 77 | Francia (bandiera)                         | GA    | Jean-Philippe Dally | 1996 | 199  | 88   |  |
|    | Francia (bandiera) · Camerun (bandiera)    | G     | Jérémy Nzeulie      | 1991 | 188  | 89   |  |

## Cestisti
- Terence Dials 2013-2014
- Kevin Dinal 2016-2017